# San Vito di Fagagna
San Vito di Fagagna (furlanisch: San Vît (de Feagne)) ist eine nordostitalienische Gemeinde (comune) mit 1664 Einwohnern (Stand 31. Dezember 2023) in der Region Friaul-Julisch Venetien. Die Gemeinde liegt etwa 13 Kilometer westnordwestlich von Udine.

## Verkehr
Durch die Gemeinde führt die frühere Strada Statale 464 di Spilimbergo (heute eine Regionalstraße) von Maniago nach Udine.